# 源為憲
源 為憲（みなもと の ためのり）は、平安時代中期の貴族・文人。光孝源氏、美濃権守・源是恒の曾孫。筑前守・源忠幹の子。官位は正五位下・伊賀守。

## 経歴
文章生から、内記・蔵人式部丞を経て、巡爵により従五位下に叙せられる。のち、花山朝で三河権守、一条朝で遠江守・美濃守・伊賀守と地方官を歴任した。遠江守在任中に国内の作田を1200余町から3500余町にしたといい、『北山抄』『吏途指南』に遠江守在任時の功過定のことがみえる。
長保元年（999年）12月に美濃国で発生した藤原宗忠による橘惟頼・平頼親等の殺害事件に関して、国守の為憲も罪を問われる。為憲は職務の停止を命ぜられ、明法による解官の勘申も行われるが、翌長保2年（1000年）2月には以下理由により赦されている。
- 宗忠が斬刑を減じて流刑になったため、為憲も解官を減じるべき。
- 美濃国の百姓らが、為憲によって国内が興復していることから解任すべきでない由を申している。
- 長保元年（999年）に焼亡した内裏の再建にあたって、承香殿と北壇の造営を美濃国が担当していたが、期限が決まっているところに、担当の国替を行うと、遅延が発生する懸念がある。

なお、長保2年（1000年）9月に承香殿の築垣の上に小児の死体が置かれ、7日間の穢れとなる事件が発生。内裏の造営に携わっていた国司の為憲が遷宮を遅らせるために行った、との噂が立ったという。

## 人物
源順に師事し、文章・漢詩・和歌に秀で、『本朝文粋』に受領申文を載せ、『本朝麗藻』『類聚句題抄』などに漢詩作品を、『拾遺和歌集』（1首）に和歌作品を残している。そのほか『口遊』『世俗諺文』などの教養書も撰している。また仏教にも造詣が深く、『三宝絵詞』『空也誄（くうやるい）』などを撰している。

## 官歴
- 時期不詳：文章生[7]
- 時期不詳：内記。六位蔵人。式部丞[7]
- 時期不詳：従五位下
- 永観2年（984年） 11月：見三河権守[8]
- 正暦2年（991年） 日付不詳：遠江守[1]
- 長徳元年（995年） 12月：遠江守得替[1]
- 長徳2年（996年）：依治国加一階[1]（従五位上か）
- 長徳3年（997年） 1月23日：見散位従五位上[1]。8月19日：見美濃守[9]
- 長保元年（999年） 12月13日：停釐務[9]
- 長保2年（1000年） 2月22日：優免[9]
- 長保4年（1002年） 3月26日：見前美濃守[9]
- 寛弘6年（1009年） 4月5日：伊賀守[9]
- 寛弘8年（1011年） 8月：卒去[10]